# Tetragnatha kapua
Tetragnatha kapua este o specie de păianjeni din genul Tetragnatha, familia Tetragnathidae, descrisă de John Wynn Gillespie în anul 2003. Conform Catalogue of Life specia Tetragnatha kapua nu are subspecii cunoscute.